# Proaphelinoides elongatiformis
Proaphelinoides elongatiformis is een vliesvleugelig insect uit de familie Aphelinidae. De wetenschappelijke naam is voor het eerst geldig gepubliceerd in 1917 door Girault.